# الجنادي (شرس)

تعديل مصدري - تعديل

الجنادي هي إحدى قرى عزلة شرس الاسفل بمديرية شرس التابعة لمحافظة حجة، بلغ تعداد سكانها 181 نسمة حسب تعداد اليمن لعام 2004.